# サンディエゴ国際空港
サンディエゴ国際空港（英語: San Diego International Airport）は、アメリカ合衆国のカリフォルニア州サンディエゴに位置する公共国際空港である。かつてはリンドバーグ飛行場（英語: Lindbergh Field）とも呼ばれたこともあった。

## 概要

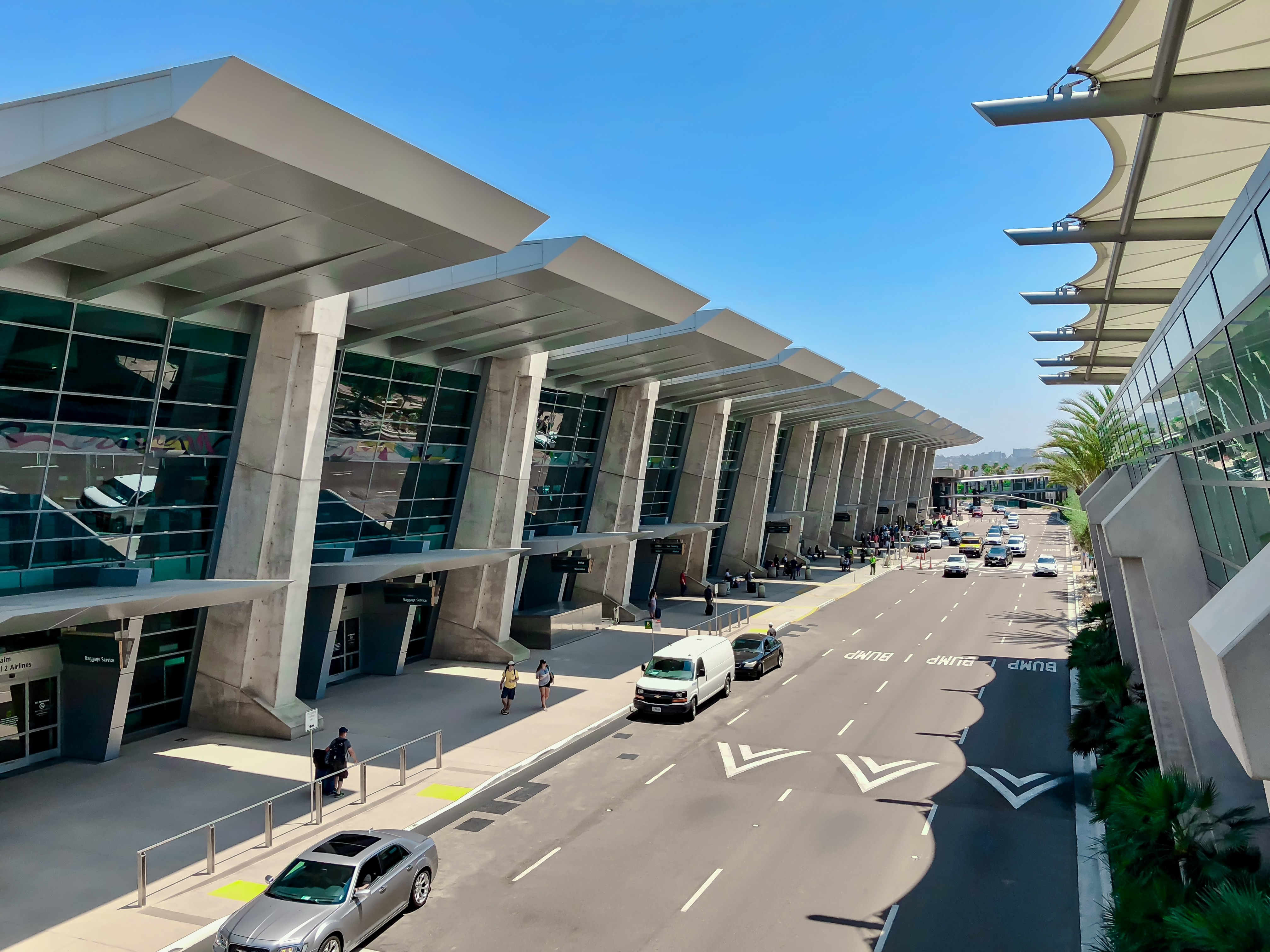
第2ターミナルの外観（2018年8月撮影）

サンディエゴ中心部の約4km北西にあり、着陸の際は市街地上空を飛行する。またメキシコのティフアナからは24kmの距離にある。最も多く発着する航空会社はサウスウエスト航空であり、ユナイテッド航空、アメリカン航空と続く。国際線はメキシコ、カナダ、イギリス、ドイツ、日本などと結ばれている。
サンディエゴ国際空港は滑走路が1本の民間空港としてはアメリカ国内で最も旅客の多い空港で、年間2,000万人前後が利用している。また主要空港としては面積が小さく、268haしかない。
ヒストリーチャンネルにおいて「世界で最も危険な空港」第10位に選ばれている。これは、平行誘導路が不十分なうえ発着便数も多く、軍用空港、基地を含めた混雑した空域や滑走路27の進入経路延長線上に住宅地が拡がり、着陸時の滑走路の有効長が短いことや着陸機と離陸機の使用滑走路が違うこともあり、地上走行機の行き違いによる滑走路走行頻度が多いことなどを理由としている。また、空港の着陸進入コースはサンディエゴのダウンタウンの高層ビルに近く、さらにバンカーズヒルの頂上を越えることによる急角度で降下する必要があり、着陸直前に風の流れが変化するため、着陸が難しいことでも知られる。

## 歴史

### 開設初期
1928年8月26日に「サンディエゴ公共空港・リンドバーグ飛行場（San Diego Municipal Airport - Lindbergh Field）」として開港。飛行家チャールズ・リンドバーグが、単独大西洋横断飛行を成し遂げた際、元々ここからに飛行を開始した史実にちなんで名付けられた。
1930年にサンディエゴ〜ロサンゼルス間の定期航空郵便機が就航した。1934年に「国際空港」としての地位を正式に獲得した。1937年4月、アメリカ沿岸警備隊の航空基地が空港の隣で運用開始した。1942年にアメリカ陸軍航空隊がこの飛行場を引き継ぎ、重爆撃機を扱えるように改良した。それにより、ジェット旅客機対応の設備になった。パシフィック・サウスウエスト航空 (PSA) は、サンディエゴに本社を設立し、1949年より運航開始した。

### 発展・ジェット化
1957年4月には、1日あたり42便が設定されており、アメリカン航空が14便、ユナイテッド航空が13便、ウェスタン航空が6便、En:Bonanza Air Linesが6便、PSAが3便となっていた。アメリカン航空はダラス、エルパソへの直行便を運航していたが、それを除けば、カリフォルニアとアリゾナにのみ路線が展開されていた。1960年9月にアメリカン航空、ユナイテッド航空のボーイング720が乗り入れ、ジェット機による定期便が就航した 。1962年にシカゴ、1967年にはニューヨークへの直行便が就航した。
現在のターミナル1は、1967年3月5日に空港の南側に開設された。ターミナル2も1979年7月11日にオープンした。これらのターミナルは、Paderewski Dean & Associatesによって設計された。1981年に、ウェスタン航空によるメキシコシティ線が運航を中止し、国際線は運航されなくなった。1988年6月には、ブリティッシュ・エアウェイズがボーイング747とマクドネル・ダグラスDC-10を使用してロンドンのガトウィック空港線に就航し、空港発の大西洋横断便が開設された。なお、ブリティッシュ・エアウェイズは1990年11月に路線を運航停止した。1991年から1993年にかけて、小規模でジェット機に対応できなかった第2滑走路を、誘導路DとFに改造した。

### 近況
2012年12月2日から日本航空が東京/成田線に就航している。
ターミナル2において、10のゲート、新セキュリティエリア、コンセッションエリア、および2階建ての到着/出発道路を建設するリニューアル工事が2013年8月13日に完成した。2016年1月、空港の北側に新しい統合レンタカー施設をオープンしました。3億1,600万米ドル、200万平方フィート (190,000 m2) の施設には、14のレンタカー会社が入居しており、ターミナル間を往復するシャトルバスを運行している。

## 就航航空会社
| 航空会社                     | 就航地 |
| ---------------------------- | --- |
| サウスウエスト航空           | アルバカーキ、オースティン、ボルチモア、ボイシ、シカゴ/MDW、ダラス/ラブフィールド、デンバー、エルパソ、ホノルル、ヒューストン/ホビー、インディアナポリス、カンザスシティ、ラスベガス、ナッシュビル、ニューオーリンズ、オークランド、オーランド、フェニックス、ポートランド、リノ、サクラメント、ソルトレイクシティ、サンアントニオ、サンフランシスコ、サンノゼ、セントルイス、ツーソン 季節運航 : コロラドスプリングス、コロンバス(オハイオ)、ミルウォーキー、ピッツバーグ、ポートランド、ロス・カボス、タンパ                                                           |
| アラスカ航空                 | アトランタ、オースティン、ボイシ、ボストン、ユージーン、エバレット、フレズノ/ヨセミテ、カフルイ、コナ、ラスベガス、リフエ、メドフォード、モントレー、ニューヨーク/JFK、ニューアーク、オーランド、ポートランド、プエルト・バヤルタ、レドモンド、サクラメント、ソルトレイクシティ、サンフランシスコ、サンノゼ、ロス・カボス、サンルイスオビスポ、サンタローザ、シアトル、スポケーン、タンパ、ワシントン/ダレス、ワシントン/ナショナル 季節運航 : アンカレッジ、ボーズマン、イーグル/ベイル、フォートローダーデール、ヘイデン、カリスペル、ジャクソンホール、ミズーラ、リノ |
| アメリカン航空               | シャーロット、シカゴ/ORD、ダラス/フォートワース、マイアミ、フィラデルフィア、フェニックス |
| デルタ航空                   | アトランタ、ボストン、デトロイト、ミネアポリス=セントポール、ニューヨーク/JFK、ソルトレイクシティ、シアトル |
| デルタ・コネクション         | ラスベガス、ロサンゼルス/LAX |
| ユナイテッド航空             | シカゴ/ORD、デンバー、ヒューストン、ニューアーク、サンフランシスコ、ワシントン/ダレス |
| ユナイテッド・エクスプレス   | ロサンゼルス/LAX |
| アレジアント航空             | 季節運航 : ベリンハム、デモイン、メドフォード、プロボ |
| フロンティア航空             | オースティン、シカゴ/ORD、ダラス/フォートワース、デンバー、ラスベガス、フェニックス、サクラメント、ソルトレイクシティ、サンフランシスコ |
| スピリット航空               | デトロイト、ラスベガス、オークランド、サンノゼ 季節運航 : リノ |
| ジェットブルー航空           | ボストン、ニューヨーク/JFK |
| ハワイアン航空               | ホノルル |
| サンカントリー航空           | ミネアポリス |
| エア・カナダ                 | トロント 季節運航 : モントリオール |
| エア・カナダ エクスプレス    | バンクーバー |
| ウエストジェット航空         | カルガリー 季節運航 : バンクーバー |
| コパ航空                     | パナマシティ |
| ブリティッシュ・エアウェイズ | ロンドン/LHR |
| KLMオランダ航空              | 季節運航 : アムステルダム |
| ルフトハンザドイツ航空       | ミュンヘン |
| 日本航空                     | 東京/成田 |

## アクセス

### MTSバスNo.992
空港の各ターミナルとダウンタウンを結んでいる。午前5時から午後11時30分まで平日15分、週末・祝日30分おきの発着。大人$2.25で、現金（釣銭は出ない）か、Compass Card1日-14日乗車券のみ扱い。
Broadway and Kettner Blvdにてサンディエゴ・トロリーのオレンジライン、ブルーラインのAmerica Plaza駅、またグリーンライン、アムトラック、COASTERのSanta Fe Depot駅に乗り換えられる。

### MTSバスNo.923A
Ocean Beachエリアとダウンタウンを空港を介して結ぶ。N Harborドライブに停留所があり、各ターミナルから徒歩5−10分である。土曜日はターミナルに乗り入れ、Ocean Beachエリアに行き、ダウンタウン方面にはいかない。